# ギリ・トラワンガン
座標: 南緯8度21分 東経116度02分 / 南緯8.350度 東経116.033度
ギリ・トラワンガン (Gili Trawangan) ロンボク島北西部沖にあるギリ三島のうち、最も西に位置する小島。
見事なサンゴ礁を間近に楽しめることで、欧米のバックパッカー等に注目され観光地となった。サンゴは浅瀬にまで広がっており、深く潜らなくても水中メガネ一つで鑑賞できるほどである。
宿泊設備は、1990年代までバンガローが数件ある程度で、電気もなく夕方になると灯油ランプが配られるいわば「ランプの宿」でその簡素さが旅情を誘うものだったが、近年では自家発電施設や日本食レストランまで備えたホテルが建築されている。その大規模な開発に際して発生した土砂が海に流出し、重要な観光資源であるサンゴ礁にダメージを与えたことは皮肉である。
島は徒歩1時間程度で周回できる。南部に小高い丘があり、頂上部にゴア・ジュパン (Goa Jepang)「日本の洞窟」と呼ばれる旧日本軍の砲台跡がある。第二次大戦中、大型船航路として重要なロンボク海峡を監視していた一拠点でもあった。

## ギャラリー

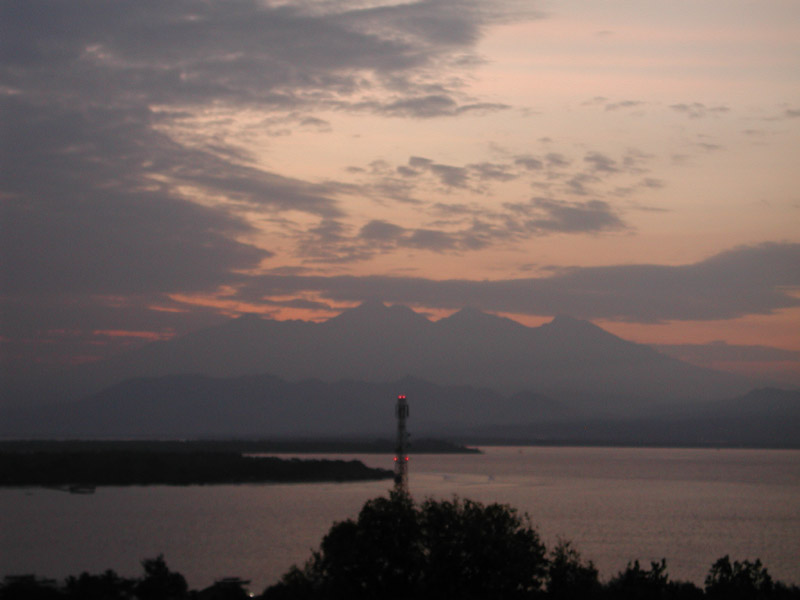
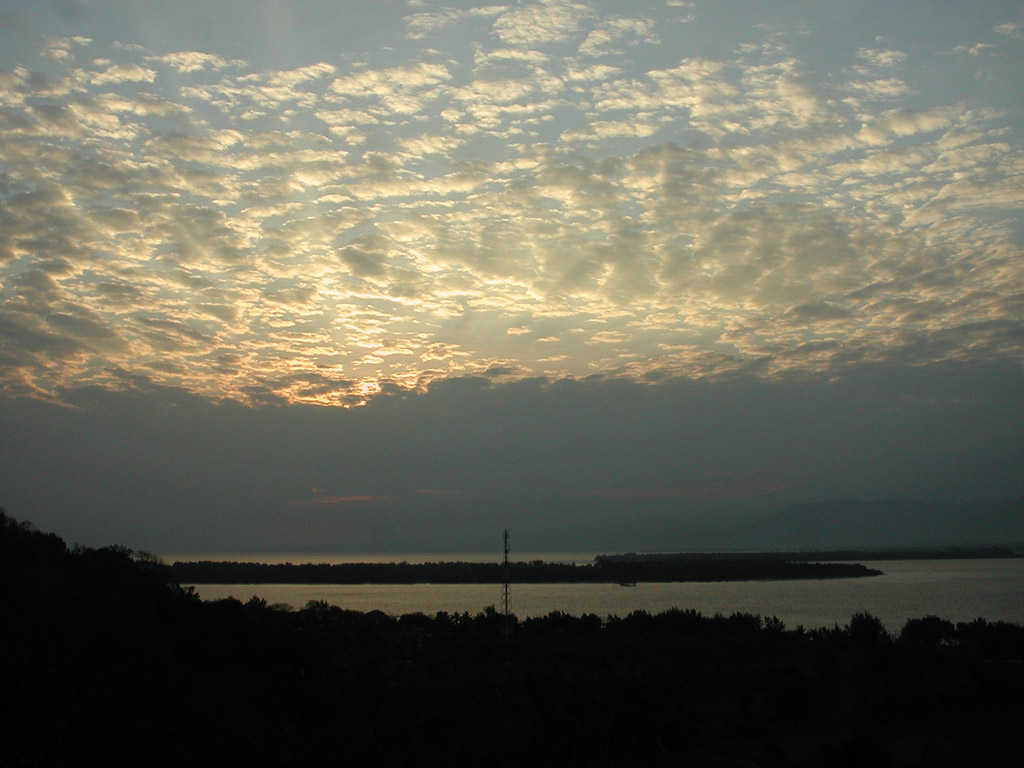
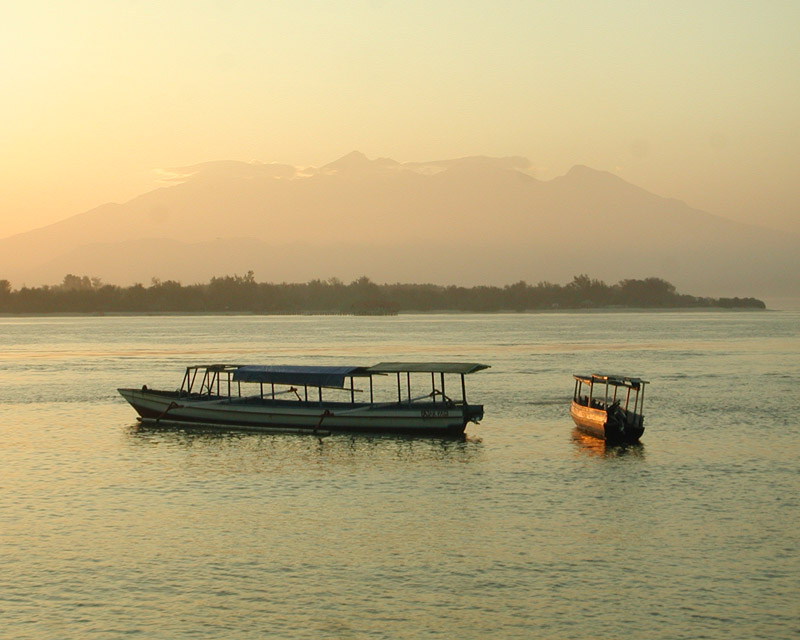
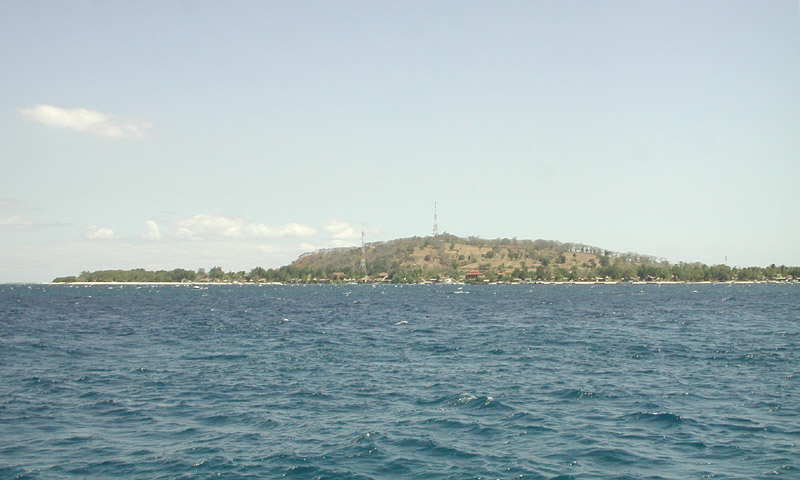